# Opération Basalt
Pour les articles homonymes, voir Basalt.
Seconde Guerre mondiale
L'opération Basalt durant la Seconde Guerre mondiale est un petit raid britannique dans la nuit du 3 au 4 octobre 1942 sur l'île Anglo-Normande de Sercq, alors occupée par les Allemands. Les soldats britanniques des douzième et soixante-deuxième commando britannique débarquent sur l'île, et rencontrent une habitante de l'île qui leur fournit de précieuses informations, notamment la déportation de nombreux habitants de Jersey et Guernesey. Ils se rendent dans un hôtel où se trouvent des soldats allemands, abattent une sentinelle, puis capturent cinq soldats. L'alerte est donnée et deux captifs allemands qui tentent de s'échapper sont abattus. Les commandos regagnent le Royaume-Uni avec un prisonnier. L'opération est considéré comme un succès pour les Britanniques. Le raid est relayé tant par la propagande nazie que par la propagande britannique. En réaction, Adolf Hitler signe le Kommandobefehl, ordonnant l'exécution de tout membre des commandos qui serait capturé. Les autorités allemandes renforcent la présence militaire dans les îles anglo-normandes et des mesures punitives frappent la population locale.

## Sources
Les informations sur l'opération Basalt et son déroulement sont assez parcellaires, et le raid a donné naissance à de nombreuses rumeurs, certaines nées juste après le raid et répandues à Guernesey et ailleurs. Jusqu'en 2022, le nom de tous les soldats britanniques ayant participé à l'opération n'étaient pas connus avec certitude. Eric Lee a consacré un livre sur l'opération Basalt, publié en 2016.

## Contexte

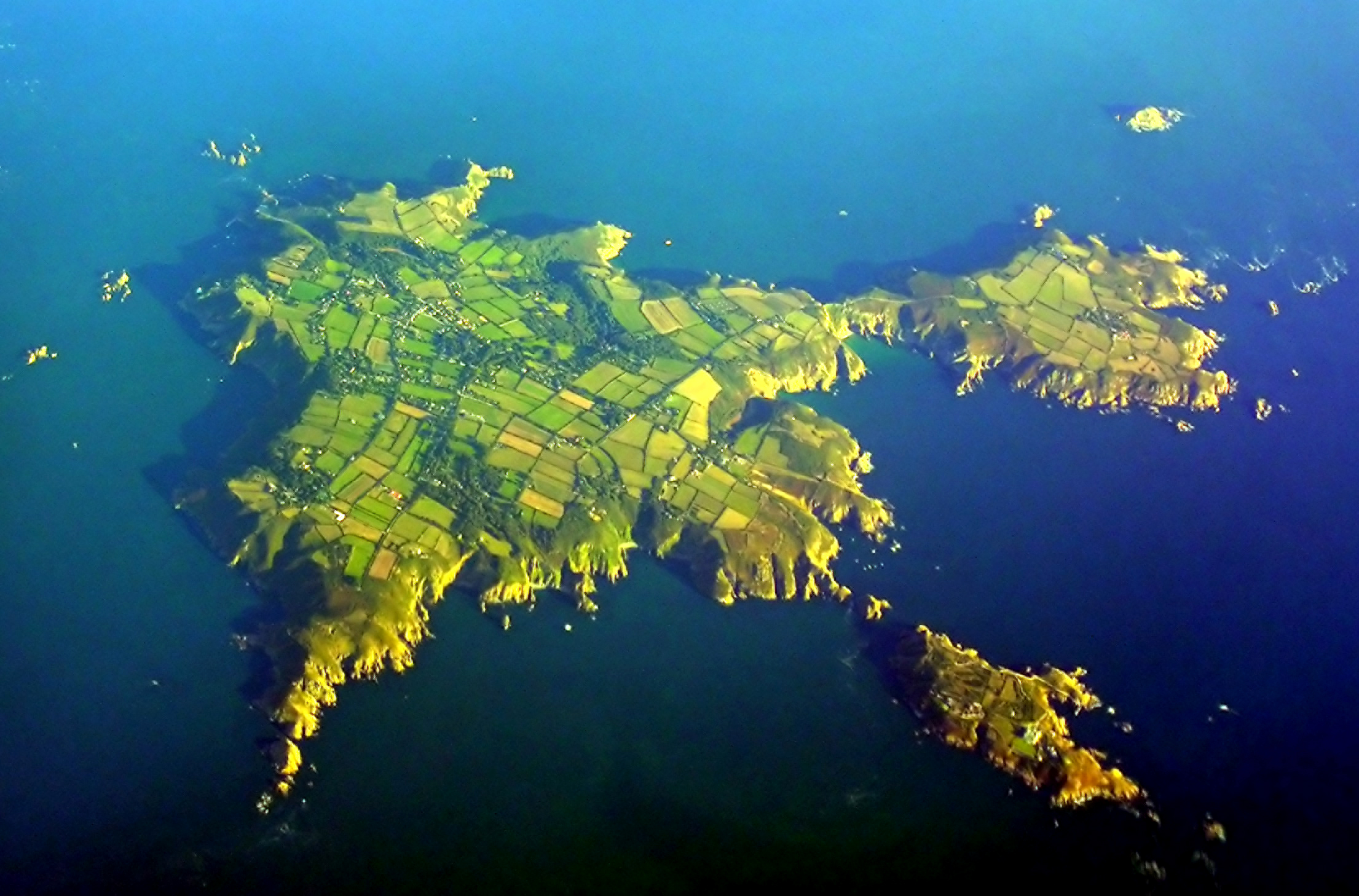
Vue aérienne de Sercq en 2005.

Sercq est une île anglo-normande, habitée par moins de 500 habitants. C'est une seigneurie dirigée par la Dame de Sercq, Sibyl Collings Beaumont Hathaway. Face à l'avancée allemande en Europe (défaite française en juin 1940), le Royaume-Uni décide d'abandonner les îles anglo-normandes. Les habitants de Sercq choisissent de rester, contrairement à ceux des îles voisines qui sont en majorité évacués vers le Royaume-Uni. Le 3 juillet 1940, les troupes allemandes investissent l'île, après s'être emparés des autres îles anglo-normandes. Sercq ne présente pas d'intérêt stratégique particulier.
Dix jours après l'arrivée des troupes allemandes sur Sercq, plusieurs dizaines de commandos britanniques arrivent de nuit par erreur à Sercq alors qu'ils ont pour objectif Guernesey. L'opération Ambassador se solde par un échec, aucun ennemi allemand n'ayant été rencontré par les britanniques.
Pour les soldats allemands stationnés à Sercq, l'île est tranquille, loin à l'abri des combats qui se déroulent sur le front de l'Est et préservée des bombardements de la Royal Air Force en raison de la population britannique présente sur place. Un soldat allemand décrit ainsi Sercq comme « das kleine Paradies » (« un petit paradis »). Pour Hitler, la présence allemande sur les îles anglo-normandes représente une « occupation modèle ». Adolf Hitler craint une invasion ou des raids Britanniques sur les îles anglo-normandes (pour des motifs de propagande), et ordonne la construction de nombreuses fortifications sur chacune des îles.
De son côté, Winston Churchill insiste durant la Seconde Guerre mondiale pour que soient menés des raids contre des unités allemandes dans les îles anglo-normandes, afin de tester les défenses et obliger les forces allemandes à stationner des garnisons partout, y compris dans les lieux moins stratégiques. Le but est également d'améliorer le moral des Britanniques.

## Le raid

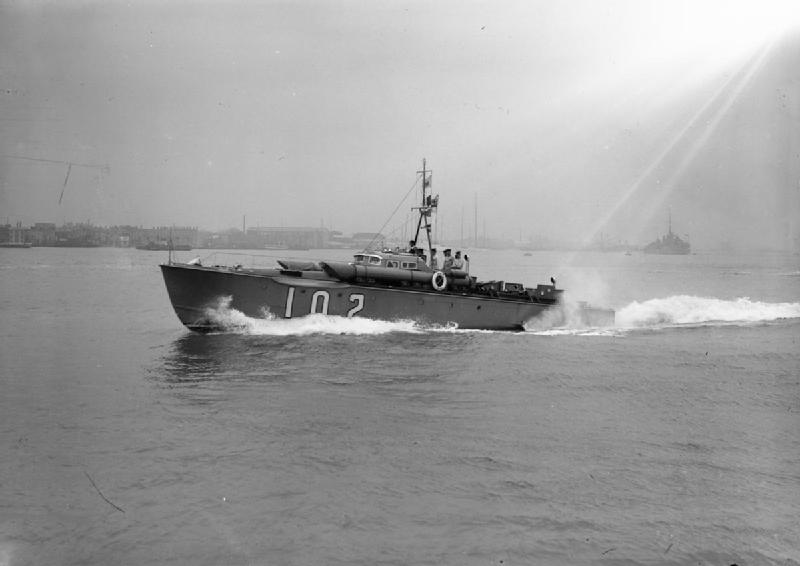
Vedette-torpilleur similaire à celui ayant transporté les hommes du commando.

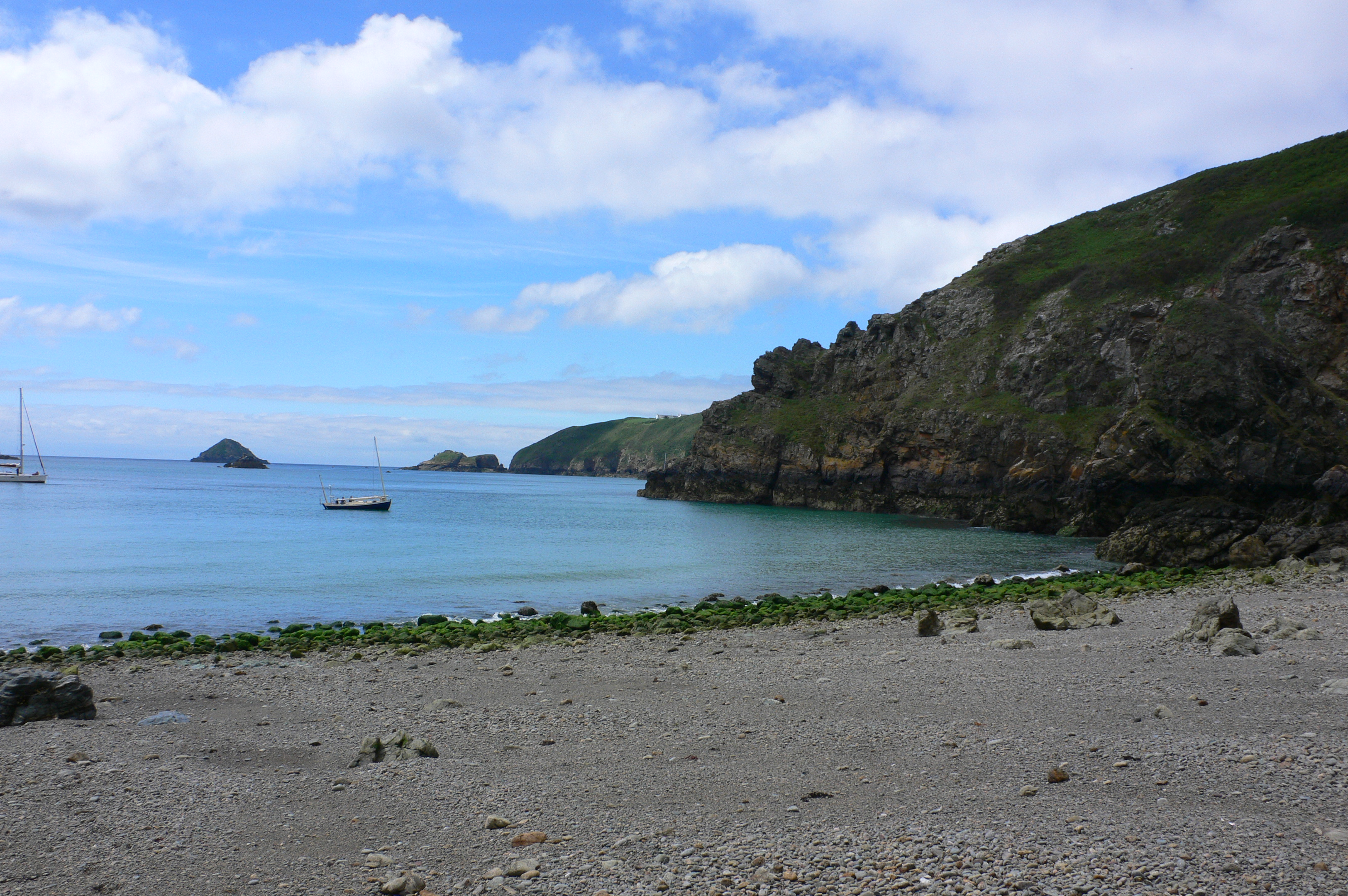
La plage de Dixcart Bay, et à droite la falaise escaladée par les membres du commando.

Dans la nuit du 3 octobre au 4 octobre 1942, une petite unité d'une douzaine d'hommes du 62e commando britannique (aussi appelé Small Scale Raiding Force, SSRF) part de Portland à bord d'une vedette-torpilleur (Motor Torpedo Boat) pour une mission de reconnaissance et de capture de prisonniers,. Peu avant l'arrivée sur Sercq, le navire éteint son moteur principal et passe sur son moteur auxiliaire, beaucoup plus silencieux mais moins rapide.
Les commandos arrivent près de la plage de Dixcart Bay, sur la côte sud de l'île. Une reconnaissance aérienne ayant indiqué la présence d'une mitrailleuse en surplomb de cette plage, Appleyard et ses hommes choisissent d'escalader la falaise verticalement, pour éviter de se faire repérer. Les Britanniques redoutent également des mines posées sur la plage. Les commandos grimpent au niveau de pointe Château (Hogs Back) et empruntent le chemin vers l'intérieur des terres.
Ils arrivent à Petit Dixcart, un hameau de maisons vides. Ils continuent ensuite à La Jaspellerie, une maison qui n'est habitée que par Frances Pittard, une veuve de quarante ans. Elle décide de les aider et passe une heure avec les commandos,. Elle transmet notamment aux soldats des journaux publiés à Guernesey, relatant les crimes de guerres allemands commis dans les îles anglo-normandes : la déportation de 2000 habitants dans des camps en Allemagne, et l'installation sur l'île voisine d'Aurigny de plusieurs camps de concentration.
Elle les informe qu'environ vingt Allemands séjournent à l'hôtel Dixcart Bay, non loin de là. Les commandos attaquent le bâtiment annexe de l'hôtel et tuent une sentinelle chargée de le garder. À l'intérieur dorment cinq ingénieurs allemands, qui sont faits prisonniers, leurs mains attachées.
Un soldat donne l'alerte et un feu nourri se déclenche depuis l'hôtel. Le commando décide alors de retourner vers la plage avec les prisonniers restants. En chemin, quatre prisonniers s'évadent. Deux s'échappent et deux autres sont abattus. Au moins un des soldats est tué alors qu'il a les mains liées. Un dernier est emporté par le commando.
L'ensemble des commandos britanniques quitte Sercq sans avoir subi de pertes et rentre à l'île Portland à six heures du matin. Le soldat allemand, Herman Weinreich, est ramené sain et sauf en Angleterre. Remis au MI19, il est interrogé à Londres à la prison de Latchmere House (en), et se révèle par la suite une mine d'informations.

## Conséquences
Les autorités allemandes sont furieuses, car les soldats abattus avaient les mains liées quand ils ont été tués. En représailles, Adolf Hitler ordonne d'enchaîner 1 376 soldats britanniques faits prisonniers à Dieppe. Les britanniques font la même chose avec des soldats allemands prisonniers au Canada. Le 18 octobre, Hitler rédige peu après le Kommandobefehl, qui stipule que tout soldat de commando, ou assimilable, capturé devait être exécuté.
La garnison de Sercq est renforcée et plusieurs milliers de mines sont placées sur les plages, le port et les falaises de l'île. Le chemin depuis la falaise de Pointe Château est notamment miné, ce qui cause l'année suivante la mort de deux soldats des forces françaises libres lors d'une nouvelle tentative de raid allié sur Sercq, l'opération Hardtack (en).
Des mesures punitives sont prises contre les habitants : interdiction de la pêche, couvre-feu renforcé.
Frances Pittard, qui a refusé de partir avec les commandos britanniques, est soupçonnée à la suite du raid et internée 11 semaines à Guernesey, puis déportée en Allemagne avec de nombreux autres habitants de Sercq. Elle survit à la guerre, et revient vivre à Sercq jusqu'à sa mort en 1969.
Les autorités allemandes rendent le raid sur Sercq public, ce qui permet également à la propagande britannique de communiquer sur l'opération Basalt, en le décrivant comme un raid audacieux et prouvant que l'armée britannique sait toujours se battre.

## Protagonistes

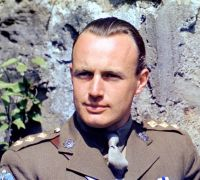
Le Major Geoffrey Appleyard mène l'opération.

Les soldats et officiers participants au raid appartiennent au 62e commando britannique (aussi appelé Small Scale Raiding Force, SSRF). Le SSRF fait partie des forces spéciales du Royaume-Uni, mais est également lié au Special Operations Executive (SOE). Ces hommes sont tous des volontaires, entraînés au manoir Anderson à Poole, dans le Dorset. Le SSRF prend forme en janvier 1942, avec l'opération Postmaster, mission de capture de navires en Guinée espagnole. D'autres missions suivent, comme l'opération barricade, mission de reconnaissance sur la côte française en Normandie. En septembre 1942, le SSRF effectue sa première mission dans les îles Anglo-Normandes, l'Opération Dryad (en) : le commando capture sept soldats allemands gardant le phare des Casquets sans tirer un seul coup de feu.

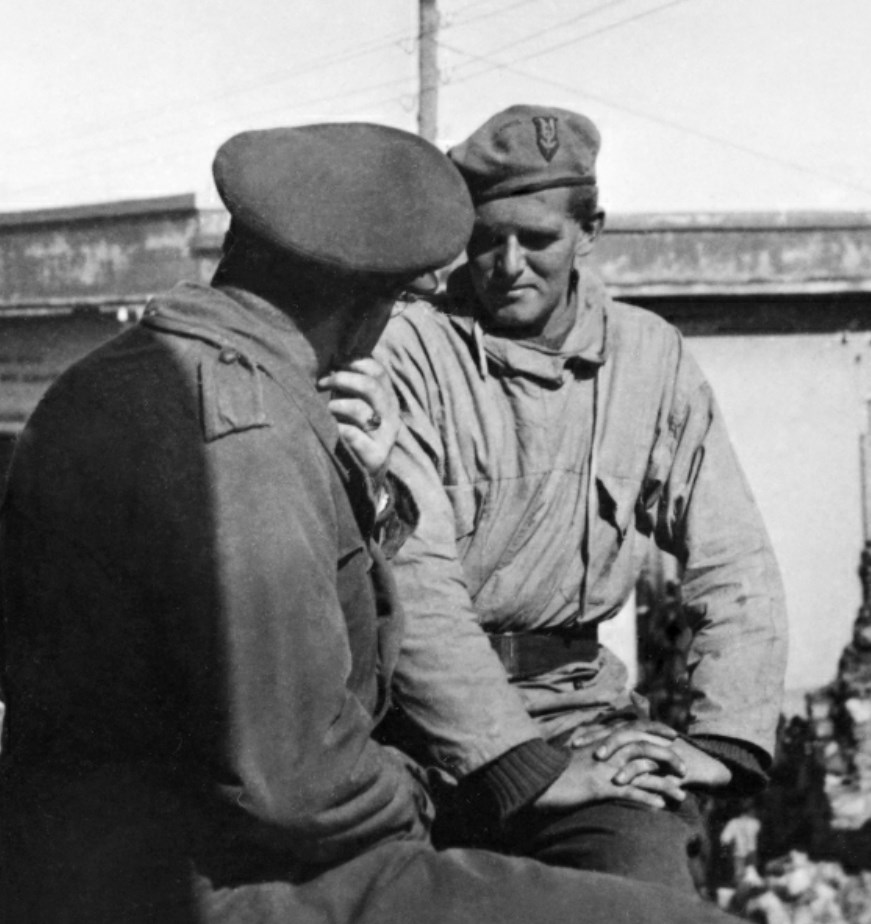
Anders Lassen, un des membres du commando, qui tue la sentinelle.

Voici les noms de quelques-uns des soldats ayant participé au raid :
- Major Geoffrey Appleyard. Avant la guerre, durant son adolescence, il a régulièrement séjourné à Sercq avec sa famille[13]. Il dirige le SSRF au moment du raid.
- Capitaine Pinkney
- Lieutenant Anders Lassen (plus tard major, VC, MC - Opération Roast)
- Caporal Flint
- Soldat Redborn.

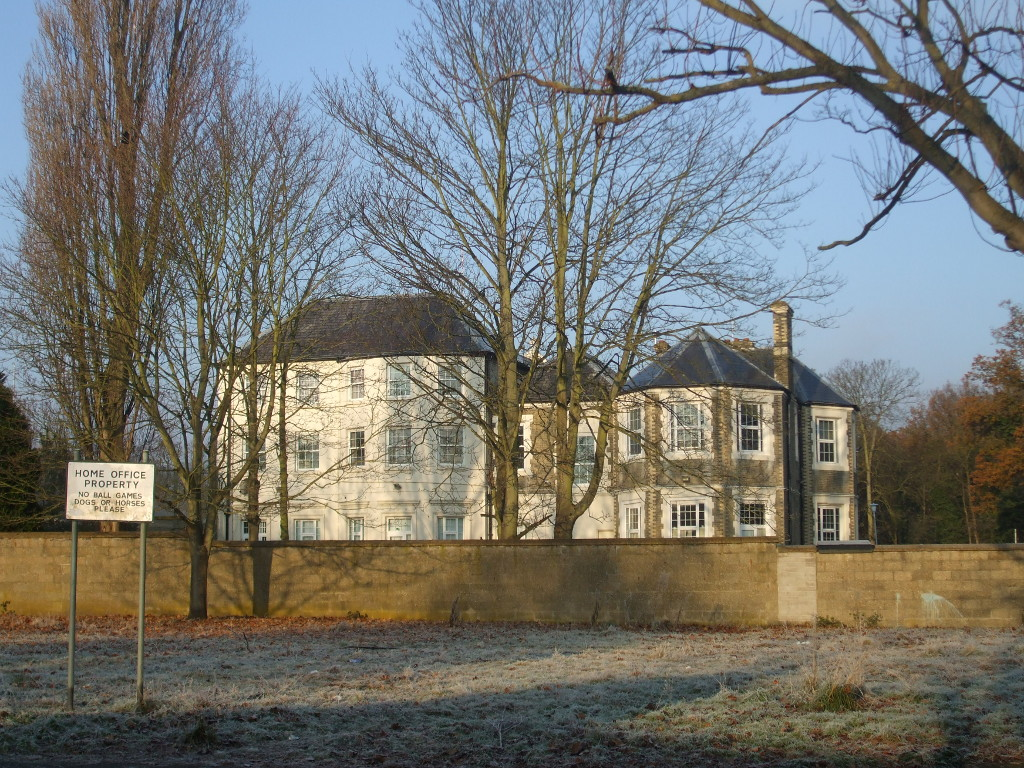
Le, prison située à Latchmere House à Londres, où est interrogé le prisonnier allemand ramené du raid.

Herman Weinreich, le soldat allemand capturé par le commando, est interrogé à Londres puis interné dans différents camps de prisonniers, avant d'être envoyé au Canada en février 1943, où il reste jusqu'en avril 1946. Il rentre en Allemagne en février 1947.

## Mémoire

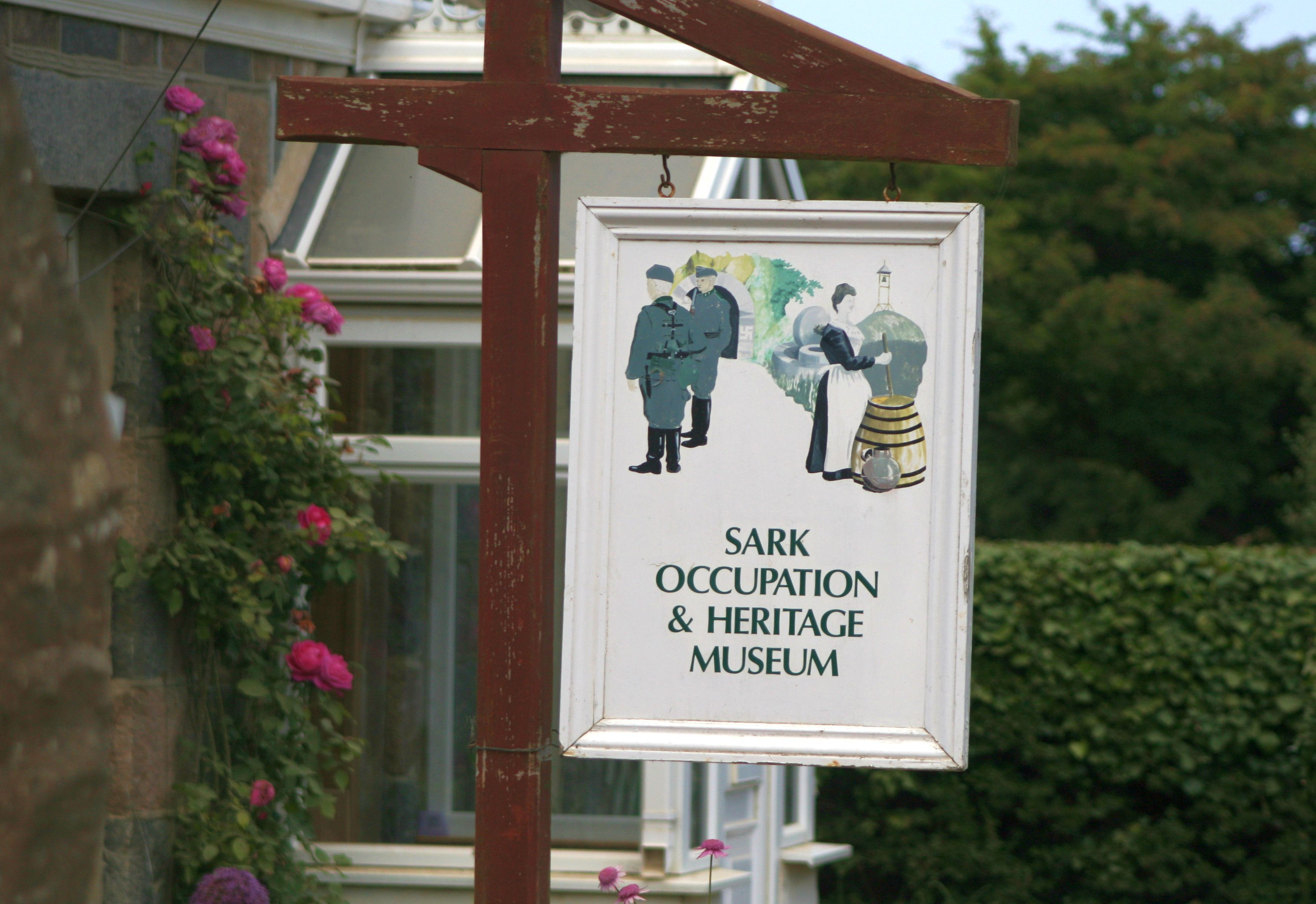
Musée de l'Occupation à Sercq.

Deux plaques commémoratives sont placées en 2017 pour les 75 ans du raid, avec une liste des soldats britanniques et des soldats allemands impliqués. En 2022, à l'occasion du 80e anniversaire, une reconstitution historique du raid est organisée et une nouvelle plaque est posée à l'endroit où les soldats britanniques ont débarqué, avec les noms de tous les soldats.